# Chusaris nigropunctata
Chusaris nigropunctata là một loài bướm đêm trong họ Noctuidae.